# ليزلي فروست
ليزلي فروست هو محامي وسياسي كندي، ولد في 20 سبتمبر 1895 في أوريليا في كندا، وتوفي في 4 مايو 1973 في أونتاريو في كندا. حزبياً، نشط في حزب أونتاريو المحافظ التقدمي. وقد انتخب رئيس وزراء أونتاريو ‏ (4 مايو 1949 – 8 نوفمبر 1961).